# Umbrina imberbis
Umbrina imberbis es una especie de pez de la familia Sciaenidae en el orden de los Perciformes.

## Hábitat
Es un pez de clima subtropical y demersal.

## Distribución geográfica
Se encuentra en el Pacífico suroriental: Iquique (Chile ).

## Observaciones
Es inofensivo para los humanos.